# Alberto Barrion
Alberto Barrion (14 novembre 1951) è uno zoologo e aracnologo filippino.
Si è interessato soprattutto alla funzione ecologica dei ragni. Ha lavorato dal 1977 al 2000 all'IRRI (International Rice Research Institute) di Manila, dove si è occupato di metodi naturali con cui combattere i vari parassiti che affliggono il riso, fra i quali spicca proprio l'utilizzo di ragni che predano gli insetti nocivi.
Dal 2000 è diventato responsabile del CGIAR (Consultative Group on International Agricultural Research), cioè del Gruppo Consultivo sulla Ricerca Agricola che opera in campo internazionale nella lotta alle malattie e ai parassiti agricoli, considerando ultimamente molto seriamente l'utilizzo di antagonisti naturali di tali parassiti al posto dei fertilizzanti chimici.
L'assiduità con cui svolge il suo lavoro l'ha portato a classificare finora circa 270 specie nuove di ragni, 8 generi e la riclassificazione di 28 taxa. Notevoli anche i suoi contributi nella classificazione delle vespe (Chalcididae).
Molte di queste specie sono state descritte insieme all'aracnologo James Litsinger.

## Taxa descritti
Ha descritto e denominato, in ordine alfabetico, i seguenti generi:
- Tukaraneus Barrion & Litsinger 1995 (ex-genere)

e le seguenti Specie:
- Acusilas dahoneus Barrion & Litsinger 1995
- Araneus dospinolongus Barrion & Litsinger 1995
- Araneus santacruziensis Barrion & Litsinger 1995
- Araneus tatsulokeus Barrion & Litsinger 1995
- Araneus tinikdikitus Barrion & Litsinger 1995
- Argiope sapoa Barrion & Litsinger 1995
- Cyclosa baakea Barrion & Litsinger 1995
- Cyclosa banawensis Barrion & Litsinger 1995
- Cyclosa dosbukolea Barrion & Litsinger 1995
- Cyclosa ipilea Barrion & Litsinger 1995
- Cyclosa krusa Barrion & Litsinger 1995
- Cyclosa otsomarka Barrion & Litsinger 1995
- Cyclosa parangmulmeinensis Barrion & Litsinger 1995
- Cyclosa parangtarugoa Barrion & Litsinger 1995
- Cyclosa saismarka Barrion & Litsinger 1995
- Cyrtarachne tuladepilachna Barrion & Litsinger 1995
- Cyrtophora koronadalensis Barrion & Litsinger 1995
- Cyrtophora parangexanthematica Barrion & Litsinger 1995
- Gasteracantha janopol Barrion & Litsinger 1995
- Gasteracantha parangdiadesmia Barrion & Litsinger 1995
- Gea zaragosa Barrion & Litsinger 1995
- Larinia parangmata Barrion & Litsinger 1995
- Neoscona dostinikea Barrion & Litsinger 1995
- Neoscona oriemindoroana Barrion & Litsinger 1995
- Neoscona usbonga Barrion & Litsinger 1995
- Neoscona yptinika Barrion & Litsinger 1995
- Singa hilira Barrion & Litsinger 1995
- Tukaraneus mahabaeus Barrion & Litsinger 1995
- Tukaraneus palawanensis Barrion & Litsinger 1995
- Tukaraneus patulisus Barrion & Litsinger 1995

solo per quanto riguarda i ragni della Famiglia Araneidae.

## Denominati in suo onore
In suo onore sono state denominati invece i seguenti generi e specie:
- Opius barrioni Fisher, 1969 (Hymenoptera, Braconidae)